# Чіса
Чіса (швед. Kisa) — містечко (tätort, міське поселення) на Півдні Швеції в лені  Естерйотланд. Адміністративний центр комуни Чінда.

## Географія
Містечко знаходиться у південній частині лена  Естерйотланд за 260 км на південний захід від Стокгольма.

## Історія
Чіса була невеличким селом у однойменній парафії.

## Населення
Населення становить 3 807 мешканців (2018). 

## Економіка
У Чісі працюють тепер пилорама, фабрика тканин і кілька металообробних підприємств.

## Спорт
У поселенні базується футбольний клуб Чіса БК. 

## Галерея

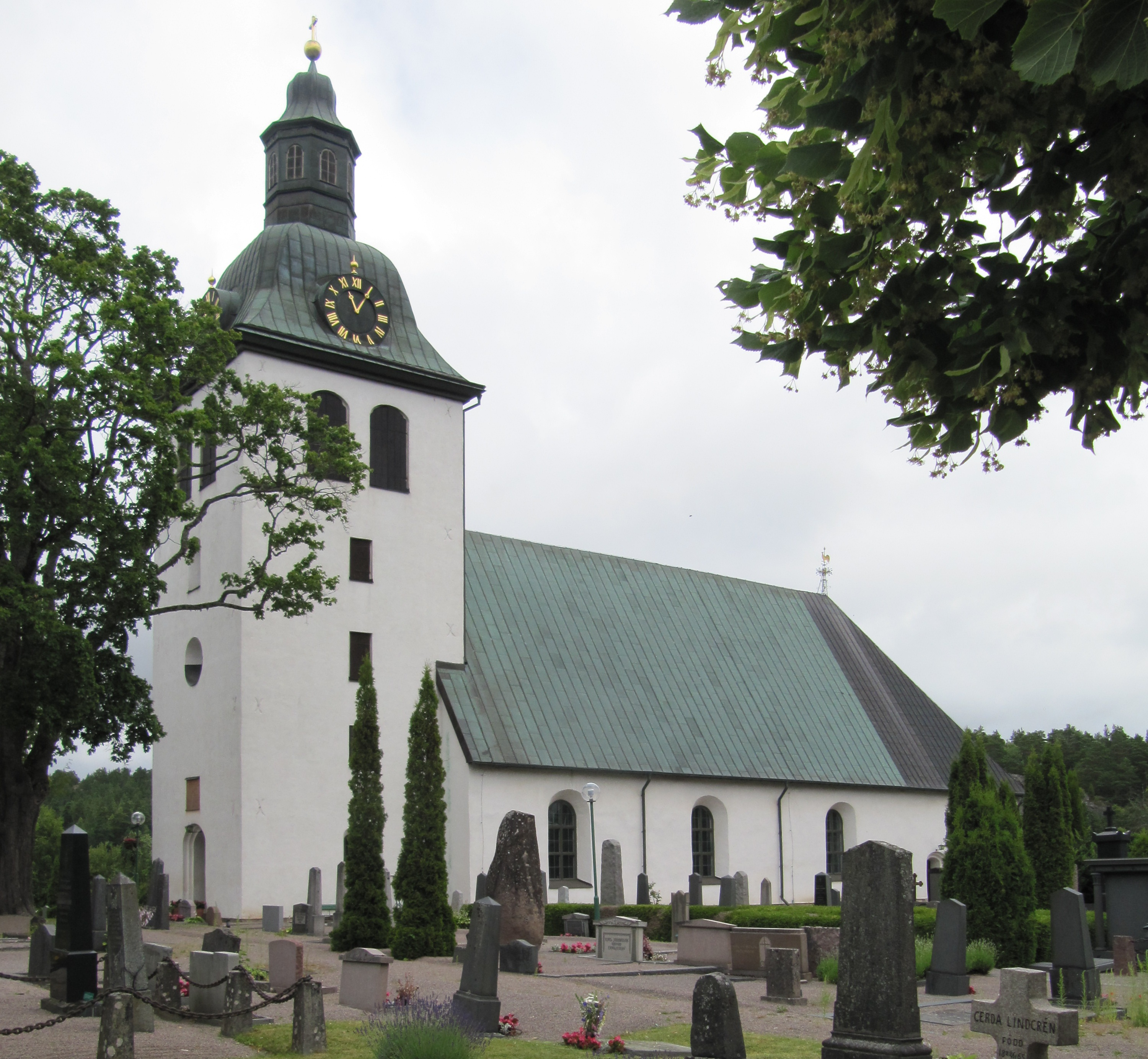
Церква
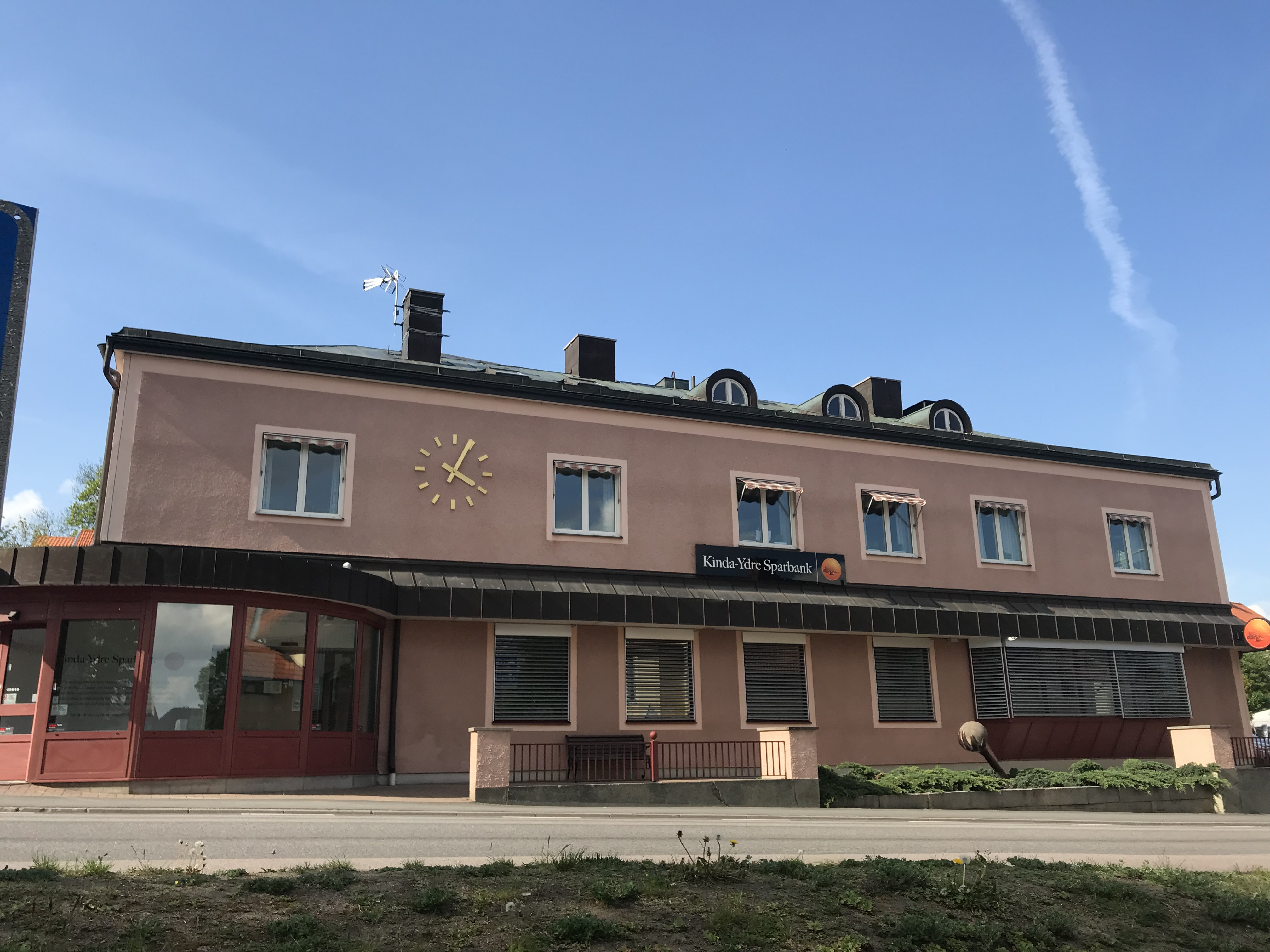
Банк
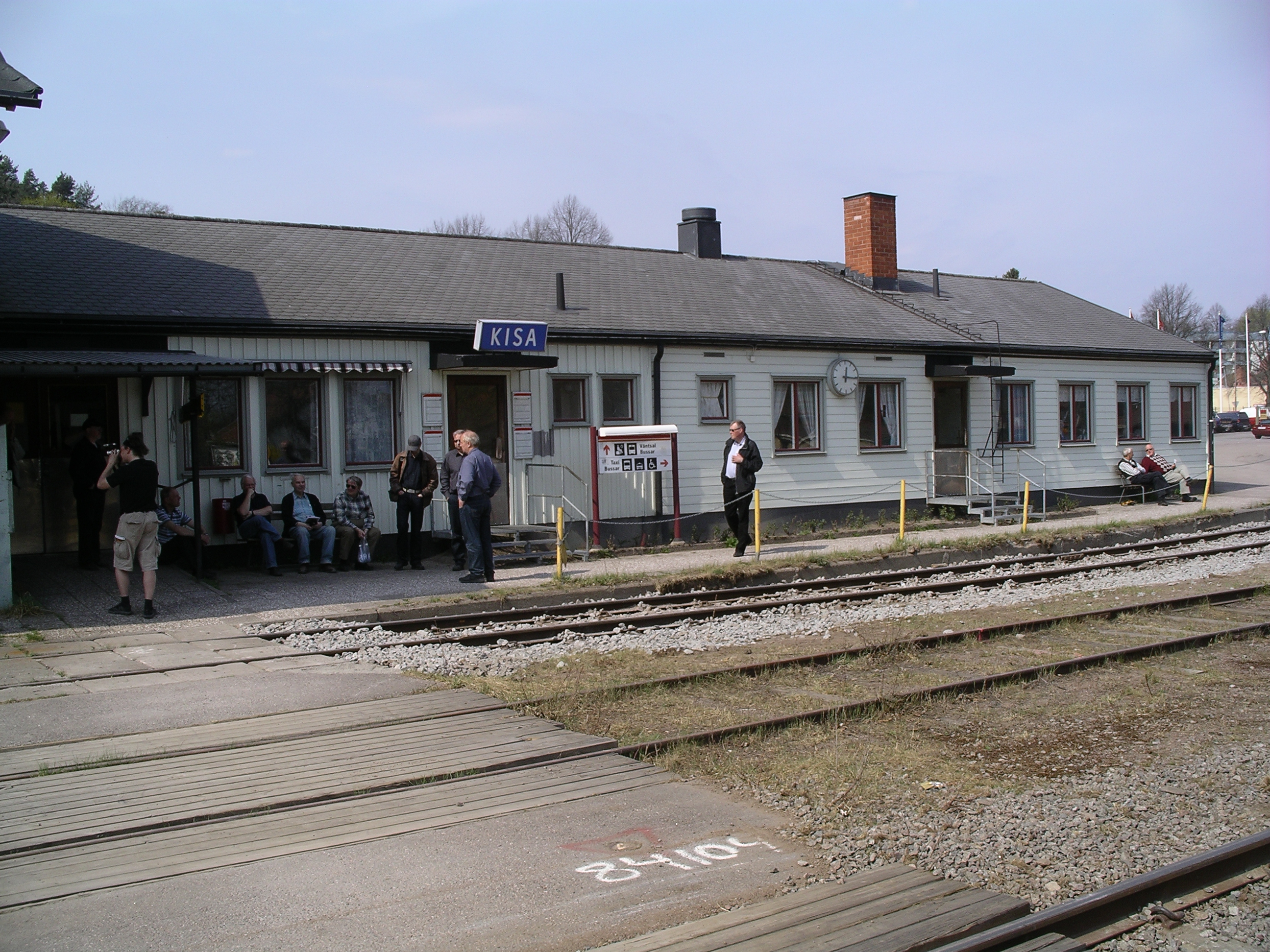
Залізнична станція
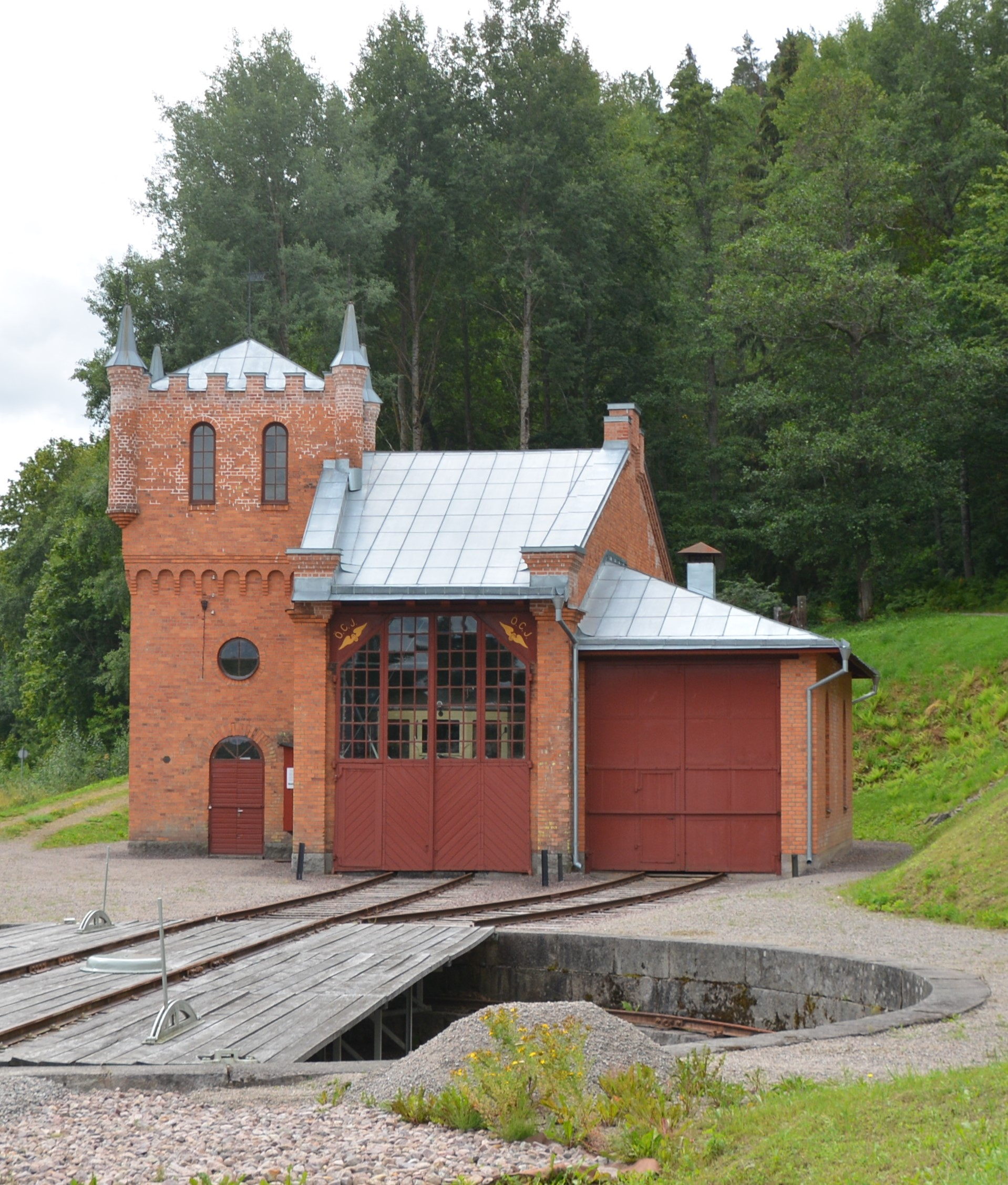
Колишні залізничні майстерні

## Покликання
- Сайт комуни Чінда [Архівовано 24 лютого 2009 у Wayback Machine.]